# کلیوو
کلیوو (انگلیسی: Clevo) شرکت رایانه‌ای تایوانی است، که در سال ۱۹۸۳ تأسیس شد.